# Thompson-Boling Arena
Die Thompson-Boling Arena (durch Sponsoringvertrag offiziell Thompson-Boling Arena at Food City Center) ist eine Mehrzweckhalle auf dem Campus der University of Tennessee in der US-amerikanischen Stadt Knoxville im Bundesstaat Tennessee. Sie trägt auch den Beinamen The Summitt, nach der aus Tennessee stammenden Basketballtrainerin Pat Summitt (1952–2016).

## Geschichte
Der Grundstein für die Arena wurde am 2. November 1983 am Ufer des Tennessee River gelegt. Am 3. Dezember 1987 wurde die Halle eröffnet. Sie wurde nach B. Ray Thompson und dem Universitätspräsidenten Dr. Edward J. Boling benannt.
Die Halle ist seit ihrer Eröffnung die größte Arena im Südosten der Vereinigten Staaten. Bis 2007 fasste die Halle 24.535 Besucher, seit der Renovierung bietet sie 21.678 Plätze. Bei Konzerten bietet die Halle für gewöhnlich 25.000 Besuchern Platz. Der Hallenbau kostete 40 Mio. US-Dollar. Der Architekt der Halle war die Firma GSCD, Inc. Architects, während Ross H. Bryan Engineers Inc. sich um die Strukturierung des Bauwerks kümmerte und Ray Bell & Associates der generelle Konstrukteur der Arena war. Die Arena besitzt ein Volumen von 480.000 Kubikmeter.
Im August 2023 schlossen die University of Tennessee und die Einzelhandelskette Food City, seit 1997 Partner der Universität, einen Namensvertrag über zehn Jahre und 20 Mio. US-Dollar. Die Halle trägt den Namen Thompson-Boling Arena at Food City Center. Die Einnahmen sollen in die Renovierung der Arena investiert werden.

## Nutzung
Die Arena wird hauptsächlich für Basketballspiele wie die Southeastern Conference genutzt und ist der Heimatort der drei Teams Tennessee Volunteers, Tennessee Lady Volunteers und der Tennessee Lady Volunteers (Volleyball). Außerdem wird die Arena als Veranstaltungsort für Konzerte genutzt.